# Філософема
Філософ́ема (гр. φιλοσόφημα) — філософське питання, філософська проблема; думки, вислів якогось філософа.
Термін використовувався в філософській літературі для позначення основного положення, філософської ідеї, що лежить в основі будь-якого вчення.
Іноді філософема протиставляється міфологемі як більш раннього способу осмислення дійсності.
З часом філософемою стали називати коротку фразу, твердження, введене якимось філософом і котре асоціюється з його вченням.
Філософемою також називають художній образ, має глибокий символічний зміст і неоднозначну інтерпретацію.